# Schinoússa
Schinoússa (grec moderne : Σχοινούσα) est une petite île des Cyclades d'un peu plus de deux cents habitants, faisant partie de l'archipel des Petites Cyclades au Sud-Est de Naxos, à l'ouest d'Amorgós, au nord-est de Ios, au nord de Santorin (Thira), et encerclée par d'autres petites îles telles Iraklia, Koufonissia et Kéros.
Sur Schinoussa, la plupart des routes sont en terre battue, à l'exception de celle reliant le port (Mersini) à la Chora.
L'île est fertile : divers légumes et arbres fruitiers et de nombreuses oliveraies. La pêche n'a pour débouché que l'approvisionnement domestique.
Schinoussa fait partie des îles des Cyclades qui ne sont pas autosuffisantes en eau. Elle reçoit de l'eau tous les ans (et surtout l'été à cause de la saison touristique) depuis le port du Laurion en Attique, pour un coût moyen de 8,30 € le mètre-cube.